# Graanworteluil
De graanworteluil (Euxoa tritici) is een nachtvlinder uit de familie van de uilen (Noctuidae). De voorvleugellengte bedraagt tussen de 13 en 17 millimeter. De soort komt verspreid voor van Europa tot Centraal Azië en in Marokko. Hij overwintert als ei.

## Waardplanten
De graanworteluil heeft allerlei grassen en andere kruidachtige planten als waardplanten. De soort kan schadelijk zijn in de graanteelt.

## Voorkomen in Nederland en België
De graanworteluil is in Nederland en België een niet zo algemene soort, behalve op de Waddeneilanden en in de duinen, waar hij vrij algemeen is. De vlinder kent één generatie die vliegt van halverwege juni tot in oktober.